# Фрагментация (размножаване)
Вижте пояснителната страница за други значения на Фрагментация.
Фрагментация е вид безполово размножаване, при който новият индивид се развива от отделна, която и да е, част на майчиния организъм. Във фрагментацията се включва митоза, но не ѝ мейоза. Процесът е характерен за морските звезди, плесените и прешленестите червеи. Бинарното делене характерно за едноклетъчнитре организми като бактериите и протистите е вид фрагментация.